# SpaceX CRS–7
A SpaceX CRS–7 vagy SpX–7 Dragon teherűrhajó sikertelen hetedik küldetését mutatja be ez a cikk, amely 2015. június 28-án történt a Nemzetközi Űrállomáshoz. Ez a repülés a SpaceX teherűrhajó hetedik indítása volt, amely egyúttal a SpaceX és a NASA között létrejött Commercial Resupply Services (CRS) szerződés keretében végrehajtandó ötödik repülés volt. Az űrhajó indítása 2015. június 28-án történt Falcon 9 v1.1 hordozórakétával, Cape Canaveralből.

## Küldetés
A küldetés célja utánpótlás és az IDA-1 dokkolóadapter szállítása volt az ISS-re. A Dragon több mint 1800 kg ellátmányt, tudományos és kutatási anyagokat, kísérleteket (köztük diákprojekteket is) vitt volna a rakterében az űrállomásra. A teherűrhajó külső rakterében az ISS egyik dokkolóadapterét szállította. Az IDA-1 adapter fontos szerkezeti elem lett volna az űrállomás számára, ezen a modulon kapcsolódtak volna a jövőbeli emberes missziók (Orion-MPCV, DragonV2, CST-100) űrhajói. Szerencsére egy másik példány is készült az adapterből, amit a SpaceX CRS–9 küldetés keretében szállítottak az űrállomásra.

## Sikertelen indítás

SpaceX CRS-7 felrobbanása

A Falcon 9 hordozórakéta a start után 2 perc 19 másodperccel a rakományával együtt megsemmisült, éppen mielőtt az első fokozat leválhatott volna. Elon Musk, a SpaceX cég alapítója a következőket nyilatkozta az eset után: „A második fokozat folyékony oxigénes tartályában túlnyomásos incidens történt. Az adatok előreláthatatlan okra utalnak.”